# آکلاره
آکلاره (انگلیسی: Akelarre) رستورانی متمرکز بر آشپزی باسکی در منطقهٔ مسکونی ایگیلدو در سان سباستیان واقع در استان گیپوسکوا اسپانیاست. این رستوران بابت غذاهای دریایی‌اش شهرت دارد و سه ستارهٔ میشلن دارد.